# 桑柘镇
桑柘镇，是中华人民共和国重庆市彭水苗族土家族自治县下辖的一个乡镇级行政单位。

## 行政区划
桑柘镇下辖以下地区：
桑柘社区、青蒲社区、李家社区、易家村、东风村、白龙村、豆家村、烽南村、鹿箐村、大青村、大喜村、太平村、尖山村和茶心村。